# Crown Point (Alaska)
Pour les articles homonymes, voir Crown Point.
Crown Point est une census-designated place du borough de la péninsule de Kenai en Alaska aux États-Unis. Sa population était de 74 habitants en 2010.
Elle est située sur la péninsule Kenai, sur la Seward Highway, et sur le trajet de l'Alaska Railroad, entre lac Kenai et le lac Lower Trail, à 35 km au nord de Seward dans les Montagnes Chugach.
Les températures moyennes vont de −16 °C à −6 °C en janvier et de 8 °C à 18 °C en juillet.

## Démographie
| 1990 | 2000 | 2010 | - | - | - |
| ---- | ---- | ---- | - | - | - |
| 62   | 75   | 74   | - | - | - |